# Primitivus manduriensis
Primitivus manduriensis é uma espécie de lagarto marinho antigo que viveu 75 milhões de anos atrás. O nome da espécie foi dado após uma variedade de uva de vinho tinto local, primitivo, cultivada em Manduria. O primitivus manduriensis é o mais relacionado com as cobras e os mosassauros, um grupo extinto de grandes répteis marinhos.